# Жерновогорская пещера
Жернового́рская пеще́ра (Советская штольня) — подземная каменоломня в черте города Советска в Кировской области.

## История
В начале XX века вплоть до 1935 года в этом месте местные жители проводили добычу опоки (местное название глинистого известняка). Силами заключённых штольня действовала до 1960-х, затем село Жерновогорье, рядом с которым находилась пещера, вошло в состав города Советска и добычу прекратили. Позже на этом месте построили элеватор, сотрудники которого постарались завалить вход в пещеру.
В июле 1998 года пещеру исследовали спелеогруппы «Поиск» из Одессы (руководитель — И.О. Грек) и РОСС из Москвы (руководитель — Ю.А.Долотов), один из членов экспедиции, А. Деребчинский с трудом протиснулся в оставшуюся узкую щель, прошёл около 8 метров, но дальше ему путь преградил завал, исследовать ходы дальше не удалось.